# 클레멘티눔

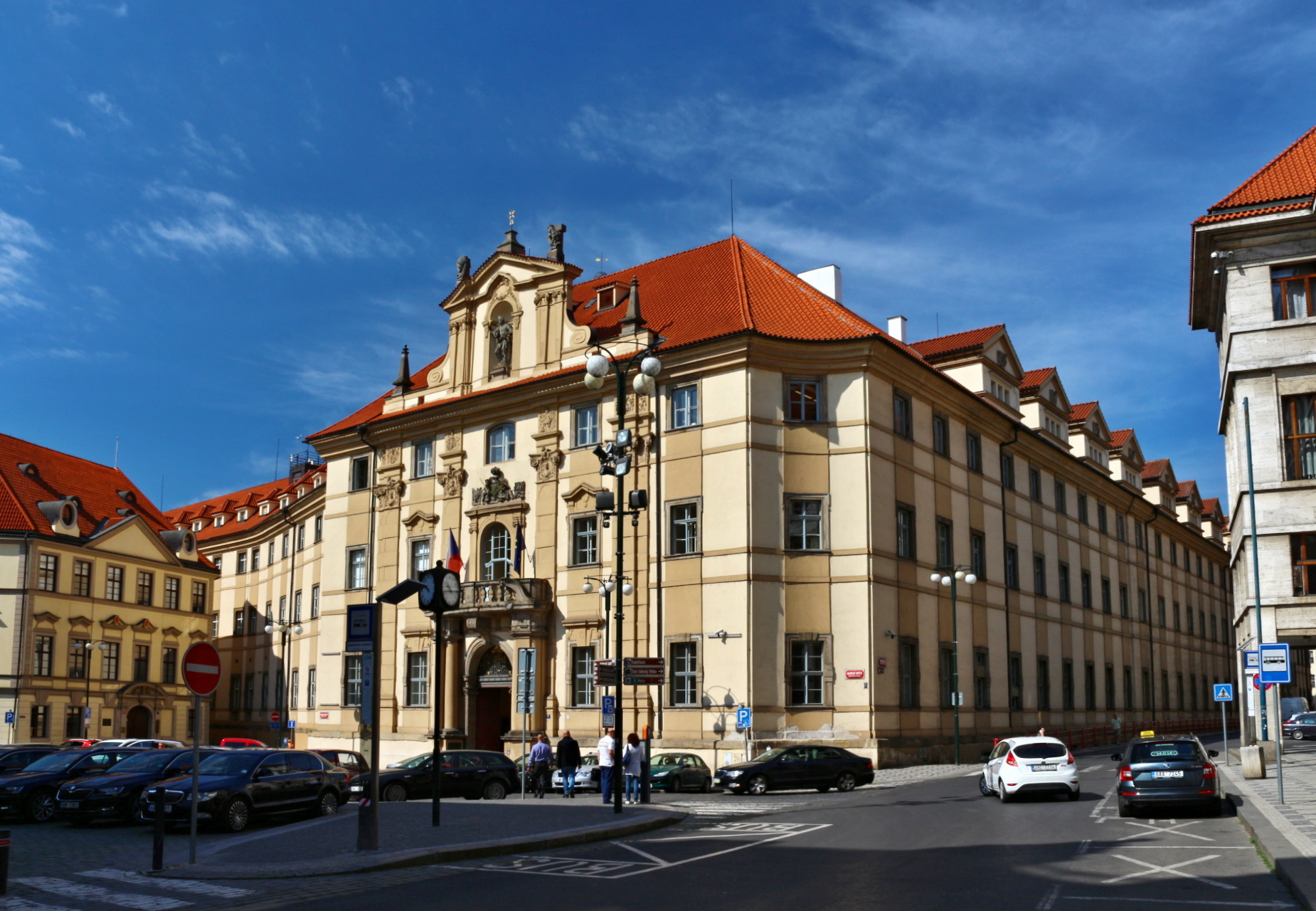
클레멘티눔 동쪽 입구

클레멘티눔(체코어: Klementinum)은 체코 프라하에 있는 역사적인 건물 단지로, 체코 국립도서관이 들어서 있다. 2009년에 기술 도서관은 테크니카 6에 있는 체코 국립 기술 도서관으로 이전했다.